# Maison Adam de Villiers
La maison Adam de Villiers, ou maison Sanglier, est une maison remarquable de l'île de La Réunion, département d'outre-mer français dans le sud-ouest de l'océan Indien. Située à l'angle des rues Marius-Ary Leblond et Barquisseau, dans le centre-ville de Saint-Pierre, elle est inscrite en totalité à l'inventaire supplémentaire des Monuments historiques depuis le 6 juin 1988,.

## Histoire
La maison, une des plus anciennes de la ville de Saint-Pierre, est construite probablement entre 1770 et 1780, par Henry Antoine Nairac, garde magasin du Roi.
Depuis 1938, elle appartient à la famille Adam de Villiers.